# Ricardo Anaya
Ricardo Anaya Cortés (Naucalpan de Juárez, 25 de febrero de 1979) es un político y abogado mexicano, miembro del Partido Acción Nacional. Fue candidato a la presidencia de México en las elecciones federales de 2018 por la coalición Por México al Frente, conformada por el Partido Acción Nacional (PAN), el Partido de la Revolución Democrática (PRD) y el partido Movimiento Ciudadano (MC). Desde el 1 de septiembre de 2024 se desempeña como senador de la República, y desde el 30 de enero de 2025 es coordinador de la bancada de Acción Nacional.

## Biografía
Ricardo Anaya Cortés nació en Naucalpan de Juárez, Estado de México, el 25 de febrero de 1979. Es hijo del ingeniero químico Ricardo Anaya Maldonado y de la arquitecta María Elena Cortés del Palacio y hermano de Mariela Anaya Cortés. Vivió desde su infancia en el estado de Querétaro. En 2005, a los 26 años se casó con Carolina Martínez Franco.

### Estudios y formación
Es licenciado en Derecho egresado de la Universidad Autónoma de Querétaro en 2002, su tesis de licenciatura fue editada en un libro publicado ese año con el título de «El graffiti en México: ¿arte o desastre?». Estudió la maestría en derecho fiscal en la Universidad del Valle de México (UVM) y el doctorado en Ciencias Políticas y Sociales en la Universidad Nacional Autónoma de México (UNAM).

## Carrera política
En el año 2000 Ricardo Anaya fue candidato del Partido Acción Nacional (PAN) a diputado local del Congreso del Estado de Querétaro por el XIV distrito, con sede en Pinal de Amoles, obteniendo el 7.4% de los votos emitidos y siendo derrotado por el candidato del Partido Revolucionario Institucional (PRI), que obtuvo el escaño con el apoyo del 62.3% de los sufragios. El 18 de septiembre de ese año se afilió al PAN. De 2003 a 2009 trabajó como secretario particular del gobernador de Querétaro, Francisco Garrido Patrón. De 2008 a 2009 fungió como Coordinador de Desarrollo Humano del Gobierno del Estado de Querétaro.

### Diputado local plurinominal (2009-2011)
En 2009 fue nombrado diputado local del Congreso del Estado de Querétaro por la vía plurinominal, siendo coordinador del grupo parlamentario del PAN en la LVI legislatura. Fue presidente del Comité Directivo Estatal del Partido Acción Nacional en Querétaro del 27 de febrero de 2010 al 31 de marzo de 2011. El 1 de abril de 2011 fue nombrado por el presidente Felipe Calderón Hinojosa como subsecretario de planeación turística —dependiente de la Secretaría de Turismo— tras la renuncia de Jacqueline Arzoz.

### Diputado federal plurinominal (2012-2015)

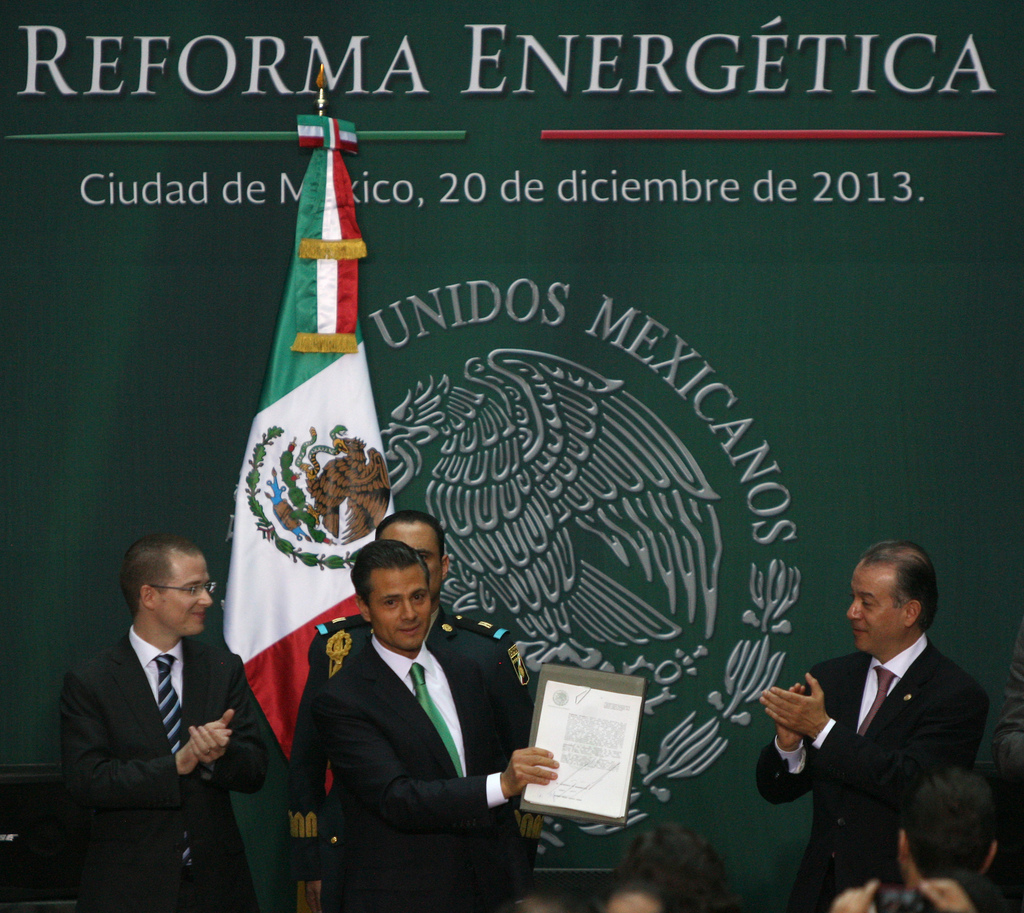
Ricardo Anaya y el presidente Enrique Peña Nieto celebrando la promulgación de la Reforma energética.

En los comicios de 2012, Ricardo Anaya fue nombrado como diputado del Congreso de la Unión por la vía plurinominal en representación del Partido Acción Nacional. Ocupó su escaño en la Cámara de Diputados en la LXII legislatura desde el 1 de septiembre de 2012. Fue integrante de la comisión de Hacienda y Crédito Público, y de la comisión de Infraestructura de 2012 a 2013, e integrante de la comisión de Presupuesto y Cuenta Pública y de la comisión para la revisión del funcionamiento de la Comisión Nacional para la Protección y Defensa de los Usuarios de Servicios Financieros de 2012 a 2014.
Fue presidente de la mesa directiva de la Cámara de Diputados en el año II del periodo ordinario de sesiones, del 1 de septiembre de 2013 al 6 de marzo de 2014. A lo largo de su periodo legislativo presentó 19 iniciativas de ley, de las cuales cuatro fueron aprobadas. Igualmente participó en la proposición de 35 iniciativas de ley, de las cuales 10 fueron aprobadas. Fue integrante de las comisiones de Hacienda y Crédito Público; Energía; Comunicaciones y Transportes; y, Puntos Constitucionales. Además presidente y vicepresidente de la Mesa Directiva de la Comisión Permanente e integrante de los órganos de CDPTL y la Junta de Coordinación Política.
Durante su carrera legislativa impulsó las trece reformas estructurales propuestas por el presidente Enrique Peña Nieto, afirmando que con las reformas «vendrán tiempos mejores para México», entre ellas la reforma educativa, la reforma de telecomunicaciones y la reforma energética, a la cual calificó como «la más valiosa en términos de fomento productivo y económico».
Solicitó dos veces licencia a su cargo como diputado, la primera el 6 de marzo de 2014 para ser el secretario general del Partido Acción Nacional (PAN) y la segunda el 30 de junio de 2015 para competir en las elecciones para la presidencia del Partido Acción Nacional (PAN). y ya no regresó a la Cámara de Diputados de México, siendo sustituido por segunda ocasión por Ana Paola López Birlain.
| Comisiones, comités y órganos a los que perteneció | Comisiones, comités y órganos a los que perteneció | Comisiones, comités y órganos a los que perteneció |
| Comisión o Comité                                  | Puesto                                             | Periodo                                            |
| -------------------------------------------------- | -------------------------------------------------- | -------------------------------------------------- |
| Hacienda y Crédito Público                         | Integrante                                         | 16 de octubre de 2012 - 10 de septiembre de 2013   |
| Energía                                            | Integrante                                         | 16 de octubre de 2012 - 6 de marzo de 2014         |
| Comunicaciones y Transportes                       | Integrante                                         | 27 de noviembre de 2012 - 6 de marzo de 2014       |
| Puntos Constitucionales                            | Integrante                                         | 16 de octubre de 2012 - 10 de septiembre de 2013.  |
| Organo                                             | Puesto                                             | Periodo                                            |
| Mesa Directiva de la Comisión Permanente           | Presidente                                         | 13 de diciembre de 2013 - 1 de febrero de 2014.    |
| Mesa Directiva de la Comisión Permanente           | Vicepresidente                                     | 30 de abril de 2013 - 31 de agosto de 2013.        |
| Mesa Directiva Cámara de Diputados                 | Presidente                                         | 31 de agosto de 2013 - 6 de marzo de 2014.         |
| CDPTL                                              | Integrante                                         | 21 de enero de 2015 - 2 de julio de 2015.          |
| Junta de Coordinación Política                     | Integrante                                         | 21 de enero de 2015 - 2 de julio de 2015.          |

### Presidente del Partido Acción Nacional (2014-2015) (2015-2017)
Ricardo Anaya fue nombrado como presidente interino del Comité Ejecutivo Nacional del Partido Acción Nacional (PAN) del 30 de septiembre de 2014 al 20 de enero de 2015, en sustitución de Gustavo Madero Muñoz, quién pidió licencia del cargo para encabezar la lista de candidatos a diputados plurinominales del partido para las elecciones federales de 2015. El 16 de agosto de 2015 se llevaron a cabo las elecciones internas para definir al nuevo presidente del PAN, tras el fin del periodo de Madero Muñoz, resultando electo Ricardo Anaya con el apoyo del 81% de los votos y asumiendo el cargo el 22 de agosto. El 9 de diciembre de 2017 Anaya renunció a la presidencia del PAN para postularse como aspirante a la candidatura presidencial de su partido en las elecciones federales de 2018, siendo sustituido en el cargo por Damián Zepeda Vidales.
En la elección interna del PAN, Anaya como presidente del partido, canceló las votaciones y lo sometió a una recolección de apoyos, acto que criticaron sus adversarios, nombrando su candidatura como el «dedazo disfrazado».

### Senador de la república plurinominal
Tras la elección de 2024, Anaya fue elegido como senador por la vía plurinominal para el periodo 2024-2030.

## Candidato presidencial

### Coalición Por México al Frente
Durante 2017, Ricardo Anaya anunció la propuesta de su partido de crear una alianza de políticos denominada Frente Amplio Opositor con el fin de «conformar un gobierno de coalición que se traducirá en una mayoría estable que la que se podrá gobernar el país y hacer realidad el cambio de régimen». El 5 de septiembre el PAN formalizó una alianza con el Partido de la Revolución Democrática (PRD) y el partido Movimiento Ciudadano (MC) bajo el nombre de Frente Ciudadano por México, registrando la coalición ante el Instituto Nacional Electoral (INE) por una duración de seis años. El 17 de diciembre los tres partidos ratificaron la alianza con la creación de una coalición electoral para participar en las elecciones federales de 2018 y múltiples elecciones estatales con el nombre de Por México al Frente.

### Precampaña y Campaña
El 10 de diciembre de 2017, un día después de renunciar a la presidencia del PAN, Anaya hizo público su interés en competir por la candidatura de su partido a la presidencia de México en las elecciones de 2018. El 12 de diciembre se registró como aspirante a la candidatura presidencial del PAN, el 16 de enero de 2018 realizó el mismo procedimiento ante el PRD y el 18 de enero ante Movimiento Ciudadano. Anaya fue el único aspirante a la presidencia de la coalición Por México al Frente. Ricardo Anaya empezó su precampaña el 14 de diciembre de 2017 con un mitin en Amealco de Bonfil, Querétaro, y concluyó el 11 de febrero de 2018 en Coatzacoalcos, Veracruz, reportando haber gastado 12.9 millones de pesos en este periodo. El 11 de marzo se registró formalmente ante el Instituto Nacional Electoral (INE) como candidato presidencial de la coalición Por México al Frente.
Ricardo Anaya inició su campaña presidencial a la medianoche del 30 de marzo con un evento en el distrito financiero de Santa Fe de la Ciudad de México, en el cual se realizó un hackathon de doce horas para reunir propuestas de la ciudadanía. Posteriormente anunció que daría conferencias de prensa todos los días de la campaña a las 7:30 de la mañana para presentar propuestas de campaña.
Tras los comicios celebrados el 1 de julio, reconoció su derrota y aceptó el triunfo de Andrés Manuel López Obrador.

### Resultados electorales
|  | 53.19% |

|  | 22.27% |

|  | 16.41% |

|  | 5.23% |

|  | 0.05% |

|  | 0.05% |

|  | 63.42% |

|  | 97.22% |

|  | 2.77% |

1. ↑  Zavala renunció oficialmente a su candidatura el 17 de mayo. Sin embargo, su nombre apareció en la boleta electoral.[46]
2. ↑  Al renunciar su candidatura, se consideran votos nulos por registro cancelado.[47]

## Controversias y polémicas

### Presunto lavado de dinero
Durante la precampaña, Ricardo Anaya fue involucrado por la prensa mexicana en un escándalo por presunto lavado de dinero, . El 3 de febrero de 2018, la revista Proceso señaló su posible implicación en una operación de triangulación de recursos en la compra de un predio, mediante la utilización de la Fundación Por Más Humanismo. El 25 de febrero de 2018, Ricardo Anaya acudió a las oficinas de la SEIDO para exigir que la Procuraduría explicara si había en curso investigaciones en su contra. El mismo día publicó un video en el que explicaba la compra-venta de la nave industrial en cuestión, asegurando que no había nada ilegal en la transacción.
En ambos casos Anaya declaró que se trataba de maniobras de «guerra sucia» en su contra por parte del Partido Revolucionario Institucional (PRI). Animal Político señaló que la Procuraduría General de la República (PGR) había cometido varias irregularidades en el manejo del caso, como la difusión del video de una visita de Anaya a las instalaciones de la PGR, con la intención de exigir una aclaración pública. Hasta el momento ninguno de los señalamientos en su contra cuenta con pruebas y por lo que tampoco han merecido acción penal. En julio de 2018, dos días después de las votaciones presidenciales, la Procuraduría General de la República (PGR) declaró inocente y exoneró a Anaya de los presuntos delitos que se le imputaron durante su candidatura presidencial. 
Sin embargo en octubre de 2021 Anaya subió un video a sua redes sociales acusando a la FGR de abrir arbitrariamente dicha investigación de nueva cuenta. En la prensa las opiniones se mantuvieron  polarizadas entre quienes secundan lo acontecido como un  ejercicio legal y quienes acusan los actos de una constante persecución política, incluidos el mismo Ricardo Anaya que es
prófugo de la justicia.

### Contienda electoral (2018)
En marzo el medio Regeneración acusó a Anaya de «plagiar» propuestas de López Obrador. En los primeros días de la campaña, hubo una disputa entre los equipos de Andrés Manuel López Obrador y de Ricardo Anaya sobre quién fue el primero en proponer la reducción del IVA en la frontera. El equipo de Anaya argumentó que desde octubre de 2013, siendo diputado federal, votó en contra del aumento del IVA a 16% en la frontera, por lo que su propuesta de campaña, coincidente con la de López Obrador, era una reafirmación de esa postura. No obstante, el panista indicó que nunca copió propuestas ni estrategias a sus contrincantes y calificó las ideas del morenista de «viejas y anticuadas». Entre las estrategias supuestamente plagiadas se listaron las ruedas de prensa diarias —estrategia empleada por Obrador cuando se desempeñó como jefe de Gobierno del entonces Distrito Federal—, bajar el precio de las gasolinas y el impuesto al valor agregado (IVA) a la mitad —propuesta que Andrés Manuel presentó el 31 de enero y Anaya el 30 de marzo—. Asimismo, en un anuncio afirmó que había votado en contra del aumento del IVA y combustibles cuando fungió como diputado federal, sin embargo, Regeneración señaló que había votado a favor de ambos.  El PRI también lo acusó de plagio y señaló que mostró emprendedores tecnológicos sin su autorización en las presentaciones que hizo durante su precampaña; Tony Seba el autor original de la presentación dijo públicamente que aplaudia que se usará su presentación para exponer un debate público necesario, el entonces candidato presidencial reviró: “esto solo lo lograremos con ideas modernas, frescas, audaces y con visión de futuro. Saludos Tony Seba”.
En abril, la iniciativa Verificado 2018 señaló que el panista fue quien más mentiras mencionó en el debate, diciendo que «en la administración de Andrés Manuel en el D. F. los secuestros subieron un 88%». Verificado confirmó que Anaya manipuló la información de la cifra oficial dejándola en cada 100 habitantes, calificando su frase como engañosa, ya que las cifras oficiales señalan que el secuestro por cada 100 mil habitantes bajó en realidad. La iniciativa también encontró que la frase respecto a que en El Salvador la aplicación de una amnistía provocó que los homicidios crecieran, es falsa. Según lo consultado por Verificado, el país propuso una amnistía entre 2012 y 2013, lo cual dio como resultado que la tasa de homicidios cayera más de la mitad y su ruptura en 2014 causó que la cifra se duplicara de nuevo.
Sin embargo, la iniciativa dijo que solo fue de un 39% y se produjo directamente por la compra del Banco Nacional de México, efectuada por Citigroup en 2001, y de BBVA Bancomer y no por obra del jefe de Gobierno. Después del primer debate, Anaya acusó a Verificado 2018 de mentirosa y les exigió revisar de nuevo las frases de los candidatos, así como ser más rigurosos en sus investigaciones. El candidato indicó que sus cifras son reales por cada 100 habitantes y pidió a Verificado que no las descalifica, mientras Animal Político le respondió que revisaría sus peticiones, pero también le pidió que hablara con claridad ya que en reiteradas veces evadió fechas sobre el tema de la amnistía en El Salvador y Colombia.

### Acusación de corrupción y sobornos (2020-2021)

#### Caso Odebrecht
El 17 de julio de 2020, Emilio Lozoya, exdirector de Pemex, fue extraditado y tras ello cerró un acuerdo con la Fiscalía General de la República (FGR) para afrontar sus procesos judiciales fuera de la cárcel a cambio de convertirse en testigo colaborador en el caso Odebrecht. En su denuncia, implicó en sus actividades ilícitas al expresidente Enrique Peña Nieto y su secretario de Hacienda Luis Videgaray Caso, así como algunos legisladores entre los que figura  Anaya. De acuerdo con la declaración, diputados afines a Anaya se habrían beneficiado con supuestos pagos de la constructora Odebrecht recibidos entre 2013 y 2014.
“En específico, Luis Videgaray Caso me instruyó a entregarle 6 millones 800 mil pesos a Ricardo Anaya, quien había estado insistiendo en reunirse conmigo”, se lee en la denuncia de Lozoya.
Con esto, el titular de la Unidad de Inteligencia Financiera (UIF), Santiago Nieto, informó que el excandidato presidencial ya es investigado como parte de estas declaratorias. En tanto, durante la ‘conferencia mañanera’ del presidente Andrés Manuel López Obrador se expuso un video de en donde Ernesto Cordero y Javier Lozano, entonces funcionarios en el sexenio del presidente Felipe Calderón, acusaron a Anaya de enriquecimiento ilícito y lavado de dinero.
En agosto de 2021 la Fiscalía General de la República le acusó de recibir sobornos cuando era diputado por al menos 6.8 millones de pesos, así como por lavado de dinero, cohecho y asociación delictuosa, por los que le podrían dar 30 años de cárcel. Al dar a conocer la versión pública y resumida de la imputación formulada a  Anaya Cortés, el fiscal general Alejandro Gertz Manero, dijo que la entrega del dinero se hizo a través de gente cercana de Emilio Lozoya, para que el entonces diputado votara a favor de las reformas estructurales de Peña Nieto en 2014. A partir de ahí Anaya anunció su exilio del país el 23 de agosto de 2021, acusando persecución política, sin embargo el Instituto Nacional de Migración informó que  Anaya salió de México desde el 5 de julio por el Aeropuerto Internacional de Reynosa, Tamaulipas, a través de un vuelo privado.

## Obras
- — (2002). El Graffiti en México ¿arte o desastre?. Ediciones UAQ.[67]
- — (2020). El Pasado, presente y futuro de México. Penguin Random House Grupo Editorial.[68]